# Elena Faggionato de Frondizi
Elena Faggionato de Frondizi (* 30. Juni 1907 in Buenos Aires; † 24. April 1991 ebenda) war eine argentinische Politikergattin.

## Leben
Faggionato wurde als Tochter von Giuseppe Faggionato und Clelia Cavicchi geboren. Sie wuchs gemeinsam mit ihrer Schwester Alfredo Auerino Faggionato auf. 1931 heiratete sie Arturo Frondizi und hatte mit ihm eine Tochter (Elena Frondizi Faggionato; 1937–1976).
Von 1958 bis 1962 war ihr Mann Präsident von Argentinien und sie somit First Lady. Ende Juni 1960 wurden ihr und ihrem Mann von Bundespräsident Lübke anlässlich eines Staatsbesuches in Deutschland die Sonderstufe des Großkreuzes des Bundesverdienstkreuzes verliehen.